# Association des sommeliers d'Europe
Pour les articles homonymes, voir ASE.
L'Association des sommeliers d’Europe ou ASE est une association à but non lucratif fondée en 2004 pour la promotion du métier de sommelier en Europe. Elle est fondée par la sommelière Brigitte Leloup, présidée par le chef sommelier Thierry Corona, et historiquement parrainée par l’acteur œnophile Pierre Richard.

## Historique
L'Association des sommeliers d'Europe a été créée en novembre 2004 par la sommelière Brigitte Leloup, avec pour siège le Casino 2000 de Mondorf-les-Bains au Luxembourg, et des sommeliers de France et d'Europe.

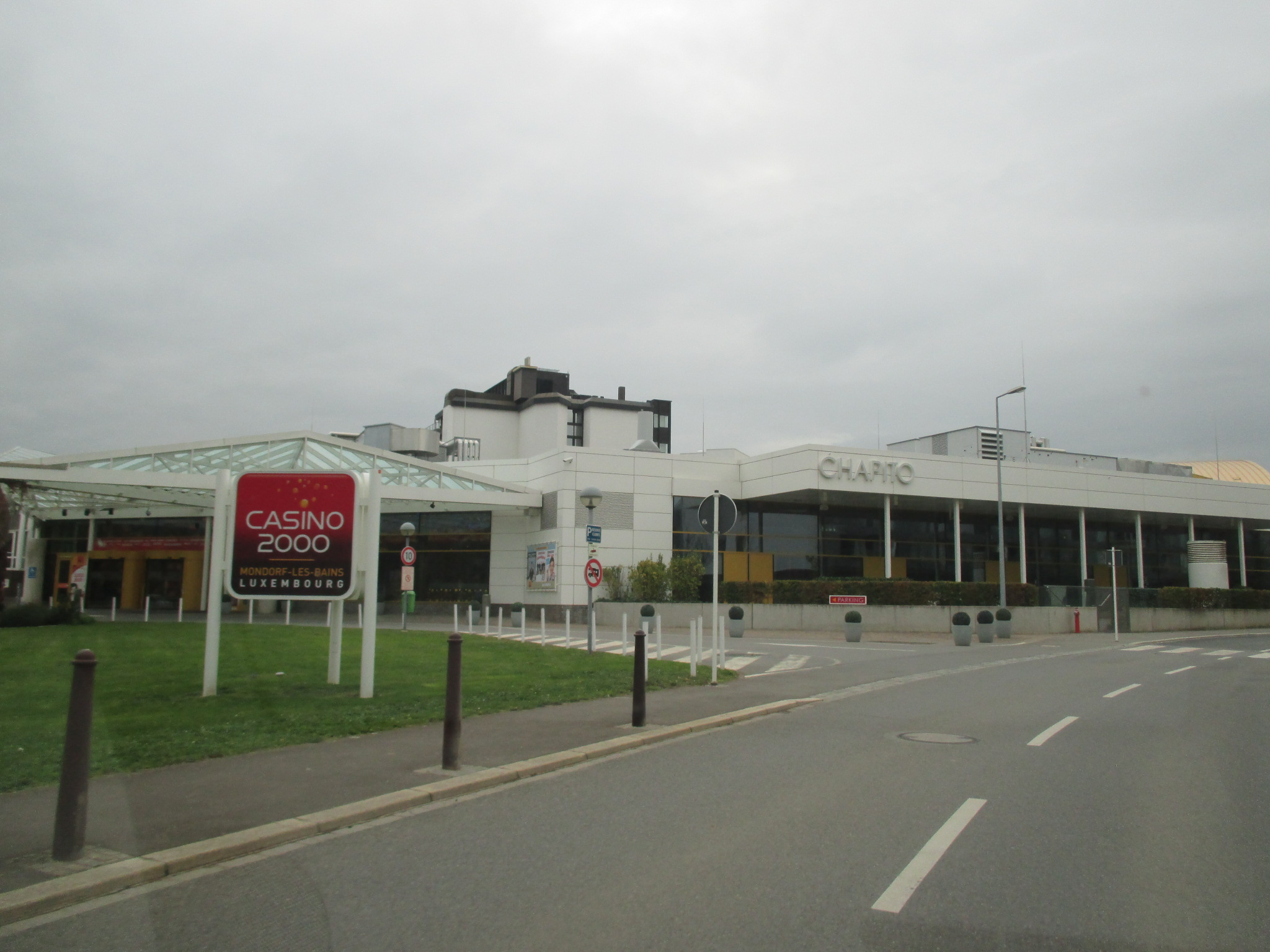
Casino 2000 de Mondorf-les-Bains, Luxembourg
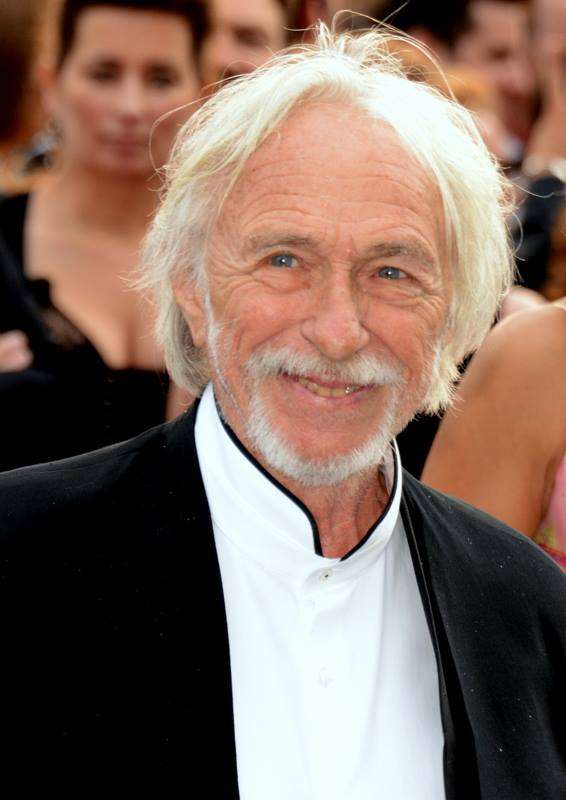
Pierre Richard, parrain

Cette association européenne a pour vocation de regrouper les professionnels européens des métiers du vin (sommeliers, cavistes, maîtres d’hôtels, etc.) autour de valeurs communes du monde des sommeliers.

## Formations
Depuis 2014, l'association des sommeliers d'Europe (ASE) propose une formation préparant au certificat de sommelier européen, agréé par l'Intergroupe viticulture, fruits et légumes, tradition et alimentation de qualité (IVFLTAQ). Thierry Corona, président de l'association des sommeliers d'Europe, est intervenu lors de la XXIIe session plénière de l'Assemblée des régions européennes viticoles qui s'est tenue le 9 mai à Remich au Grand Duché de Luxembourg. Astrid Lulling, députée européenne et présidente de l'IVFLTAQ, a confirmé l'autorisation de délivrance d'un certificat de sommelier européen par l'association des sommeliers d'Europe, sous le patronage de l'IVFLTAQ. 
L'ASE travaille depuis dix ans sur ce projet de revalorisation du métier de sommelier. L'ASE prévoit la mise en place d'une qualification sommellerie pour les jeunes de CAP restaurant et la création d'une formation de maître d'hôtel–sommelier avec l'obtention d'un diplôme d'état, permettant aux restaurateurs qui ne pourront créer deux postes distincts d'avoir un employé compétent dans le conseil et dans la vente du vin dans leur restaurant